# 松田松雄
松田 松雄（まつだ まつお、1937年4月26日 - 2001年4月25日）は、日本の洋画家。無所属。第10回昭和会展昭和50年度（1975年）林武賞受賞。

## 年譜
- 1937年4月26日 岩手県陸前高田市気仙町に生まれる
- 1963年 転勤によりいわき市小名浜に移る
- 1965年 春、絵画の基礎的な知識を得るため、若松光一郎（新制作協会会員）に4ヶ月ほど師事する。
- 1968年 「第14回一陽会」入賞
- 1968年6月「第22回福島県総合美術展覧会」初入選 佳作
- 1969年 「芸術生活画廊第3回公募コンクール」入賞
  - 11月26日 個展「松田松雄作品展」MORIOKA第一画廊及び岩手県自治会館/盛岡市
- 1970年
  - 4月25日 個展「風景シリーズ」草野美術ホール/いわき市
  - 9月 「第24回福島県総合美術展覧会」特賞
- 1971年
  - 9月 昭和会賞候補作家に選ばれる
  - 10月28 「松田松雄個展」草野美術ホール/いわき市
- 1972年 5月22日 「現代日本の美術家選抜15人北欧巡回展」スウェーデン等12ヶ所巡回
- 1973年 6月 「第27回福島総合美術展覧会」 特別賞
- 1975年
  - 2月3日 「第10回昭和会展」林武賞
  - 12月 ＜風景（川のほとり）＞が福島県買い上げとなり、福島県立美術博物館へ収蔵される
- 1976年
- 6月 「第2回日仏現代美術展」パリ展 アカデミー・デ・ボザール賞
  - 6月17日 いわき市民ギャラリーを結成
  - 11月22日 「第1回福島現代美術展’76 いわき市文化センター
- 1978年2月 いわき市民ギャラリー主催「ヘンリー・ムーア展」の事務局として展覧会の開催に尽力し、大成功を収める
  - 9月4日 「第22回シェル美術賞展」三等賞 東京セントラル美術館
- 1979年11月 いわき市立美術館建設審議会が設置され、委員になり設立に尽力する
- 1982年6月3日 個展「黒と白の黙示劇1976－1981」 いわき市文化センター
- 1984年
  - 5月30日 個展「紙と墨によるデッサン」キッド・アイラック・コレクションギャラリー/東京
- 1987年 10月17日 現代東北美術の状況展・Ⅱ」 福島県立美術館
- 1988年 7月3日 個展「風景デッサン・地平と内景1986-1988」いわき市文化センター
- 1990年 10月8日 個展「ひとのいる風景1981‐1983」Gallery ARIES/東京
- 1991年 郡山市民文化センターにて個展(松田松雄'91)
- 1992年7月 古殿町の廃校になった小学校（滝ノ平分校）にアトリエを移す
- 1993年
  - 7月17日 「昭和会受賞作家展」日動画廊/東京
  - 12月7日 原因不明の病に倒れる。以後断筆
- 1994年8月26日 松田松雄を励ます会主催「画業25周年 松田松雄の世界展」大黒屋 (いわき市)デパート/いわき市
- 1995年4月16日 モノクローム（白と黒）展」喜多方市立美術館/喜多方市阿部直人、板橋英三、齋藤隆、高橋陽子、深沢軍治と
- 1996年3月9日 「昭和会受賞作家の三人展」ギャラリー界隈/いわき市
- 1998年
  - 5月3日 「黒の余韻-松田松雄 齋藤隆-」いわき市立美術館
- 2001年4月25日 死去
- 2008年11月 松田松雄展 －黒の余韻・PART1－アートスペースエリコーナ
- 2012年6月 松田松雄没後11年展 ART SPACE ELICONA・ギャラリー創芸工房
- 2015年 松田松雄展 岩手県立美術館